# Exhaustionsmethode
Die Exhaustionsmethode (von exhaurire, lat. „herausnehmen“, „erschöpfen“, „vollenden“) ist ein antikes Verfahren zur Berechnung von Flächen, also zur Integration.
Antiphon (430 v. Chr.) war überzeugt, dass man einen Kreis quadrieren könne, da sich jedes Polygon in ein Quadrat verwandeln lässt. Er ging davon aus, dass man ein Vieleck innerhalb eines Kreises ab einer bestimmten Seitenzahl nicht mehr vom Kreis unterscheiden könne und der Kreis somit völlig „erschöpft“ sei.
Mit dieser Idee entwickelte Eudoxos von Knidos die Exhaustionsmethode und berechnete so das Volumen einer Pyramide und eines Kegels. Teile davon beschreibt Euklid in seinem Werk Elemente (Animation, am Ende 30 s Pause):

„Da die Prismen EBFGHK [rot], GFCHKL [grün] gleich und da die Pyramiden AEGH [goldgelb], HKLD [blau] gleich sind,
ist damit jedes dieser Prismen größer als eine dieser Pyramiden.
Deshalb kann die ganze Pyramide mit der dreieckigen Grundfläche ABC und der Spitze D in
zwei gleiche Pyramiden und in zwei gleiche Prismen aufgeteilt werden, wobei die beiden Prismen
zusammen größer sind als die Hälfte der ganzen Pyramide, was zu zeigen war.“

„Rudolf Haller“

Der griechische Gelehrte Archimedes (287–212 v. Chr.) griff dieses Verfahren 260 v. Chr. auf und berechnete so, mittels eines 96-Ecks, die Abschätzung {\displaystyle 3+10/71=3{,}14{\color {red}08\ldots }<\pi } und den Flächeninhalt unter einer Parabel.
Das Verfahren war bis ins 17. Jahrhundert ein wichtiges Integrationsverfahren. Ludolph van Ceulen führte den Ansatz Archimedes’ bis zum {\displaystyle 2^{62}}-Eck im Kreis fort und konnte Pi in 30-jähriger Rechenarbeit so bis auf 35 Stellen berechnen.